# (74458) 1999 CA32
(74458) 1999 CA32 – planetoida z pasa głównego asteroid okrążająca Słońce w ciągu 5,47 lat w średniej odległości 3,1 j.a. Odkryta 10 lutego 1999 roku.